# Pategi
Pategi est une zone de gouvernement local de l'État de Kwara au Nigeria,.
C'est un émirat traditionnel.

## Liste des souverains de Pategi
Le titre de roi en pategi est connu sous le nom d'Etsu de Patigi. L'actuel Etsu de Patigi est Alhaji Umar Bologi II .  
- Etsu Idrissu Gana dan Muazu Isa Ier (né en 1856 - mort en 1900). 1898 - 1900
- Muazu Isa dan Idrissu Gana (né en 1882 - mort en 1923). Novembre 1900 - 1923
- Usman Tsadi dan Muazu Isa (mort en 1931). 1923 - Janvier 1931
- Umaru dan Muazu Isa (né en 1898 - mort en 1949). Janvier 1931 - 1949
- Umaru Ibrahim Bologi Ier (né en 1939 - mort en 2018). 1949 - 1966
- Idrissu Gana II (né en 1933 - mort en 2005). 26 octobre 1966 - 1999
- Haliru Ibrahim Bologi Chatta II (en) (né le 1er septembre 1958 - mort le 19 mars 2019). 1999 - 2019
- Umar Bologi II (en) (né en 1982). Depuis avril 2019.

## Source
- (en) Cet article est partiellement ou en totalité issu de l’article de Wikipédia en anglais intitulé « Pategi » (voir la liste des auteurs).